# Senso comum
Senso comum ou conhecimento vulgar é a compreensão do mundo resultante da herança fecunda baseada nas experiências acumuladas por um grupo social. O senso comum descreve as crenças e proposições que aparecem como "normais", sem depender de uma investigação detalhada para se alcançar verdades mais profundas, como as científicas.
O senso comum é a forma de conhecimento mais presente no dia a dia das pessoas que não se preocupam prioritariamente com questões científicas. É uma forma de pensamento superficial, ou seja, não está preocupado com causas e fundamentos primeiro de algo, apenas faz afirmações, irrefletidas, imediatas. Isso não quer dizer que não haja conhecimento científico entre essas pessoas ou que não haja senso comum no âmbito científico.
Bastante atrelado à cultura, o senso comum é cultivado de geração em geração.

## Descrição
Um tipo de conhecimento que se acumula no nosso cotidiano e é chamado de senso comum é o baseado na tentativa. Outro tipo de senso comum é a tradição, que, quando instalada, passa de geração para geração. No senso comum, não há análise profunda e sim uma espontaneidade de ações; o senso comum é o que as pessoas comuns usam no seu cotidiano, o que é "natural".
Segundo Ezequiel Ander-Egg, o conhecimento popular tem cinco características principais. Ele seria superficial, por contentar-se com as aparências; sensitivo, por estar intimamente ligado à percepção; subjetivo, por se tratar de vivências e experiências organizadas psicologicamente pelo próprio sujeito; assistemático, por não buscar uma sistematização ou compilação de ideias; e acrítico, por se referir a um conhecimento que nem sempre busca uma devida reflexão sobre suas ações. Além disso, o senso comum pode apresentar semelhanças com o saber científico, se for levado em consideração que ambos são verificáveis, por haver a possibilidade do experimento para a comprovação de determinada hipótese, e, por serem verificáveis, são considerados falíveis (a hipótese pode não ser considerada adequada) e não exatos.
Existem pessoas que confundem senso comum com crença, embora sejam coisas bem diferentes. Senso comum é aquilo que aprendemos em nosso dia a dia e que não precisamos aprofundar para obter resultados, como por exemplo: uma pessoa vai atravessar uma pista; ela olha para os dois lados, mas não precisa calcular a velocidade média, a distância, ou o atrito que o carro exerce sobre o solo. Ela simplesmente olha e decide se dá para atravessar ou se deve esperar. O senso comum não é a atitude tomada em si, mas sim a concepção e a perspectiva criada pela pessoa sem a real intervenção do indivíduo. Logo, o senso comum é um ato de agir e pensar que tem raízes culturais e sociais. Também fazem parte do senso comum os conselhos e ditos populares que são tidos como verdades e absolutas e, como tal, seguidos pelo povo. Por exemplo: "deve-se cortar os cabelos na lua crescente para que cresçam mais rápido".